# 于姆
于姆（法語：Huismes，法語發音：[ɥim]）是法国安德尔-卢瓦尔省的一个市镇，位于该省西部，属于希农区。

## 地理
于姆（47°13'57"N, 0°15'9"E）面积23.82 平方千米，位于法国中央-卢瓦尔河谷大区安德尔-卢瓦尔省，该省份为法国中西部省份，北起萨尔特省、东北接卢瓦-谢尔省，东南接安德尔省，南至维埃纳省，西临曼恩-卢瓦尔省。
与于姆接壤的市镇（或旧市镇、城区）包括：阿瓦讷、韦龙地区博蒙、卢瓦尔河畔拉沙佩勒、希农、里尼-于塞、圣伯努瓦拉福雷。
于姆的时区为UTC+01:00、UTC+02:00（夏令时）。

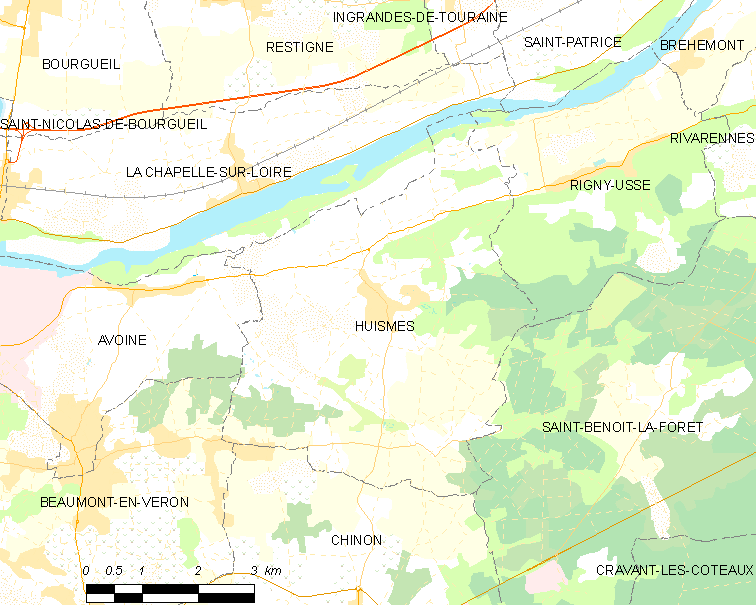
于姆的OSM定位图

## 行政
于姆的邮政编码为37420，INSEE市镇编码为37118。

## 政治
于姆所属的省级选区为希农县。

## 人口

1962-2008年间于姆人口变化图示

于姆于2022年1月1日时的人口数量为1446人。